# Яковлев, Сергей Александрович (авиаконструктор)
Яковлев Сергей Александрович (16 января 1940 — 9 октября 2024) — заместитель генерального конструктора ОКБ имени А. С. Яковлева, председатель совета директоров и главный конструктор ЗАО «Самолёты Яковлева». Участвовал создании и внедрении в производство ряда советских и российских летательных самолётов. Сын авиаконструктора Александра Яковлева.

## Биография
Родился 16 января 1940 года. В 1962 году окончил Московский авиационный институт (МАИ). Сразу после выпуска начал работать в ОКБ А. С. Яковлева, где прошёл путь от инженера высотно-гидравлической лаборатории до начальника бригады конструкторского бюро. С 1968 года исполнял обязанности заместителя главного конструктора, а с 1972 года — главного конструктора по гражданским самолётам. С 1975 по 1997 год занимал должность заместителя генерального конструктора и ответственного руководителя ОКБ имени А. С. Яковлева.
В период с 2008 по 2016 годы возглавлял совет директоров и занимал должность главного конструктора ЗАО «Самолёты Яковлева», продолжая работать над совершенствованием отечественной авиационной техники.

## Конструкторская деятельность
Одним из наиболее значимых направлений его деятельности стало проектирование спортивных и учебно-тренировочных самолётов, таких как Як-18ПМ, Як-18ПС, Як-50, Як-55, Як-55М, Як-52, Як-18Т, а также лёгких многоцелевых самолётов Як-58. Кроме того, он внёс значительный вклад в создание реактивных пассажирских самолётов Як-40 и Як-42, а также сверхзвукового истребителя вертикального взлёта и посадки Як-141.
Участвовал в разработке летающей копии истребителя времён Великой Отечественной войны Як-3 и создании первого отечественного беспилотного разведывательного комплекса «Пчела-1». Активно участвовал в лётных испытаниях самолётов, а также в запуске их серийного производства.
В качестве автора зарегистрировал более 30 авторских свидетельств на изобретения в области авиации.

## Награды и звания[3]
- Заслуженный конструктор Российской Федерации
- Почётный авиастроитель
- Награждён орденом Трудового Красного Знамени и медалями.
- Лауреат Государственной премии СССР.

## Публикации
- Спортивные самолёты / С. А. Яковлев; художник М. Петровский. — Москва : ДОСААФ, 1981.